# Caccobius ferrugineus
Caccobius ferrugineus е вид бръмбар от семейство Листороги бръмбари (Scarabaeidae). Видът не е застрашен от изчезване.

## Разпространение и местообитание
Разпространен е в Ангола, Бенин, Ботсвана, Габон, Демократична република Конго, Зимбабве, Кения, Кот д'Ивоар, Малави, Мозамбик, Намибия, Нигер, Нигерия, Сенегал, Сомалия, Танзания и Южна Африка.
Обитава национални паркове, песъчливи и гористи местности, ливади, храсталаци, савани и крайбрежия.